# Indoscelimena
Indoscelimena is een geslacht van rechtvleugeligen uit de familie doornsprinkhanen (Tetrigidae). De wetenschappelijke naam van dit geslacht is voor het eerst geldig gepubliceerd in 1938 door Günther.

## Soorten
Het geslacht Indoscelimena omvat de volgende soorten:
- Indoscelimena angulata Hancock, 1915
- Indoscelimena birmanica Brunner von Wattenwyl, 1893
- Indoscelimena flavopicta Bolívar, 1909
- Indoscelimena hamata Günther, 1938
- Indoscelimena saussurei Hancock, 1915